# Cristina del Valle
Pour les articles homonymes, voir Del Valle.
Cristina del Valle (Oviedo,1er août 1960) est une chanteuse espagnole.  
( Ne pas confondre avec son homonyme Cristina del Valle, comédienne née le 29 mars 1942 en Argentine. ) 
En 1980, elle va à Madrid pour étudier la criminologie. Depuis 1978, elle a travaillé pour plusieurs groupes d'action sociale, ONG  (Ayora, Solidarios, Apram, etc) et des parties de gauche qui travaillent en faveur des droits de l'homme, le peuple saharien et contre la violence conjugale. 
Comme chanteuse, elle commence avec le groupe Vodebil, puis elle sorte son premier CD en solitaire, Cris. En 1991, elle crée avec son ancien partenaire sentimental, Alberto Comesaña, le groupe Amistades Peligrosas. Ils se séparent en 1996, mais se rejoignent en 2003 avec La larga espera. Elle a aussi participé dans divers projets musicaux comme Tatuaje, où elle chante María de la O. Hevia est son actuel[Quand ?] partenaire sentimental.

## Prix
- Mujer del año 1998,  Valdés (Asturias)
- Premio Comadre de oro de Antroxu 1999
- Premio Vaqueira, 1999
- Premio Flor de Manzana, Villaviciosa (Asturias)
- Premio Racimo de oro 1999,  Jerez de la Frontera
- Premio UGT “Mujer 99”
- Premio Luarca 1999
- Premio T de Tarde a la Tolerancia 2000
- Premio radio Gorbea 2001
- Premio Nosotras 2001

## Discographie

### En solo
- 1989 : Cris
- 1990 : Siempre te metes en líos
- 1999 : El Dios de las Pequeñas cosas
- 2001 : Apuntes generales del mundo
- 2009 : Tiempos Rotos

### AvecAlberto Comesaña:Amistades Peligrosas
- 1991 : Relatos de una intriga
- 1993 : La última Tentación
- 1995 : La Profecía
- 1997 : Nueva Era
- 2003 : La larga espera
- 2003 : Recopilatorio Amistades Peligrosas
- 2013 : El arte de amar